# بوداگرایی چینی

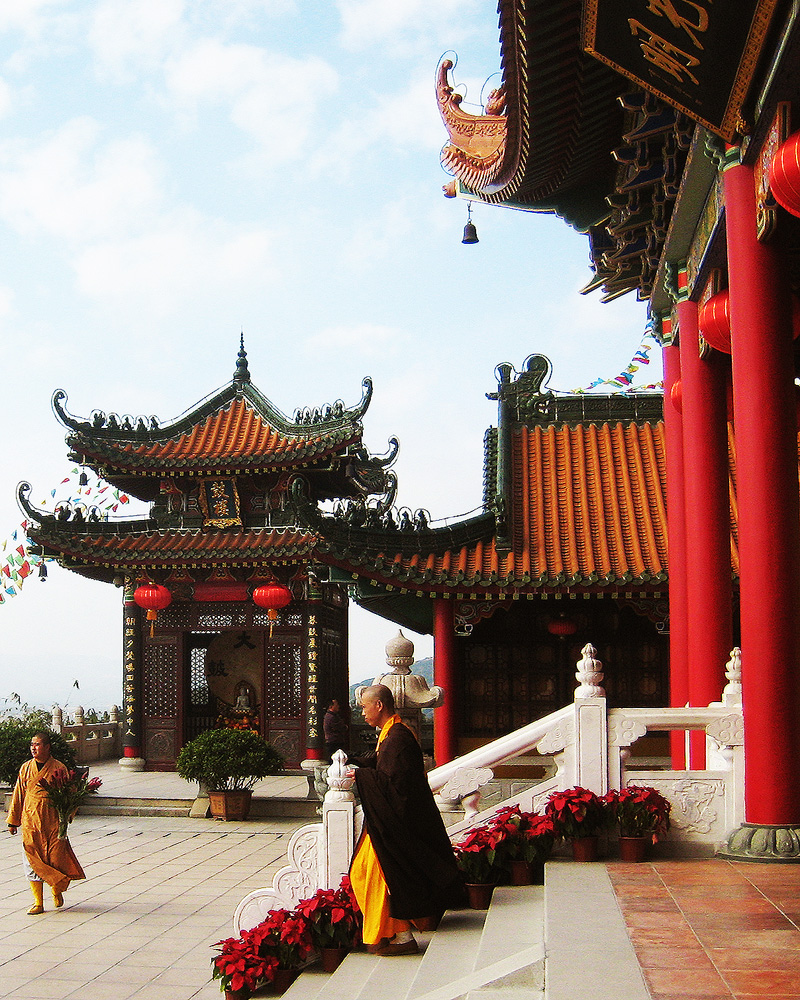
محل عبادت بوداگرایی چینی

بوداگرایی چینی یا بودیسم چینی (انگلیسی: Chinese Buddhism) شکلی چینی از بودیسم مهایانه است که فرهنگ چینی را در زمینه‌های مختلف از جمله هنر چینی، سیاست، ادبیات چین، فلسفه چینی، طب سنتی چین و فرهنگ مادی شکل داده است. بودیسم چینی بزرگ‌ترین دین نهادینه شده در سرزمین اصلی سرزمین اصلی چین است. در حال حاضر، حدود ۱۸۵ تا ۲۵۰ میلیون بودایی چینی در جمهوری خلق چین تخمین زده می‌شود که این مذهب در تایوان و در میان چینی‌های خارج از کشور نیز دین اصلی است.